# شوك سلام

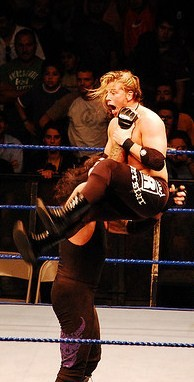
المصارع أندرتيكر يقوم بحركة شوك سلام.

شوك سلام (بالإنجليزية:Chokeslam) هي إحدى الضربات التي تستخدم في مصارعة المحترفين حيث يقوم المصارع بحمل خصمه برفعه من رقبته وإسقاطه على الحلبة وتعتبر حركة قاضية في المصارعات.